# Giovanni De Donà
Giovanni De Donà (Lorenzago di Cadore, 13 maggio 1819 – Belluno, 7 novembre 1890) è stato un presbitero, patriota e letterato italiano.
Nato in una famiglia di possidenti a Lorenzago di Cadore, compiuti gli studi a Padova e Udine, celebrò la prima messa il 26 maggio 1844.

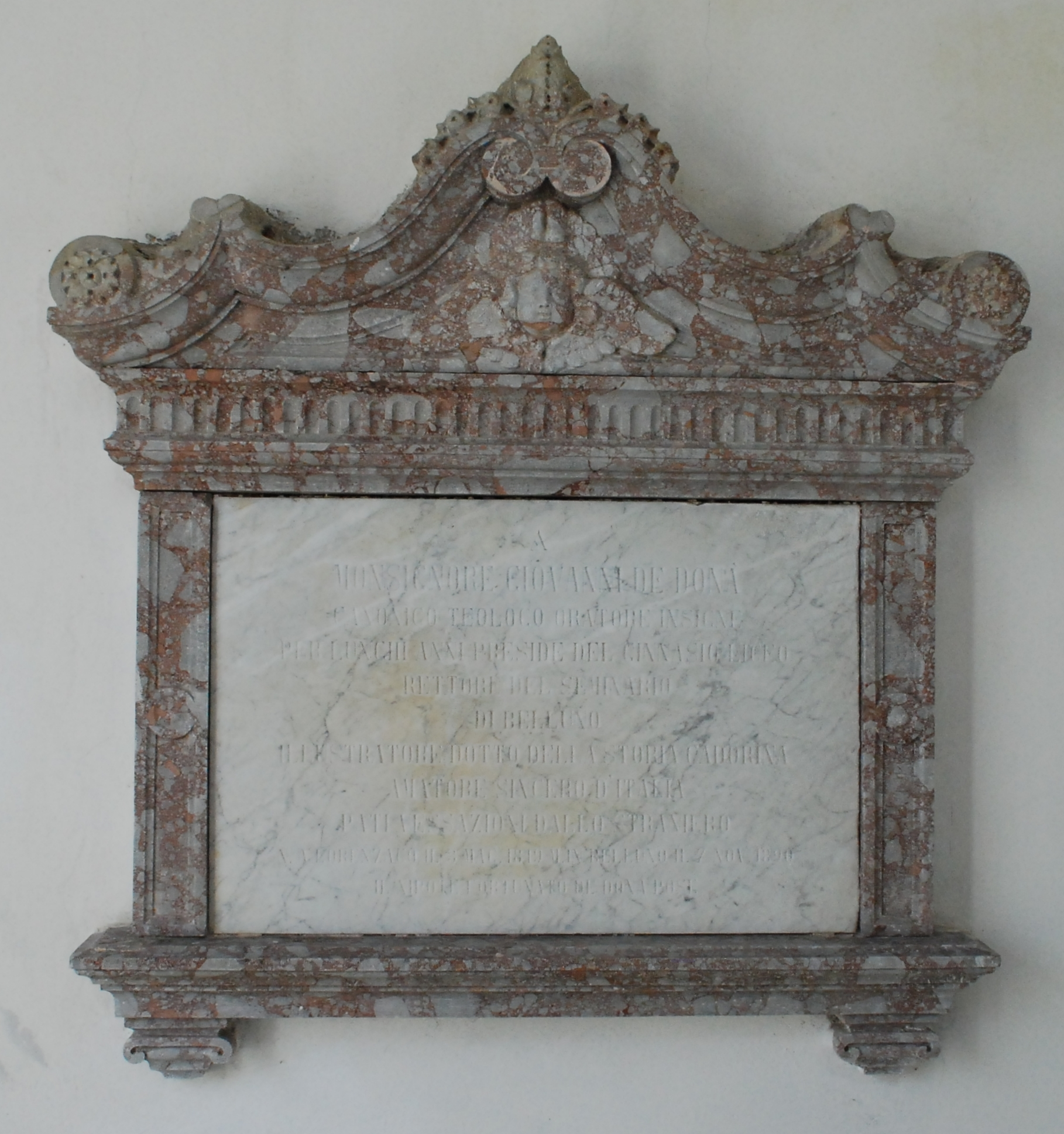
La lapide di Monsignor Giovanni De Donà è posta nella Cappella del cimitero vecchio di Lorenzago

## Biografia

### Attività
Professore nel Seminario di Belluno, ne fu elevato alla carica di rettore dal 1854 in poi. Tuttavia per le sue posizioni liberali, fermamente professate, fu perseguito e rimosso dall'incarico venendo sostituito da Don Domenico Poclener, persona di sentimenti filo-austriaci.
Dal 1861 canonico della Cattedrale, venne poi richiamato alla carica di rettore del Seminario di Belluno dopo la morte del vescovo Giovanni Renier. Presidente eletto della Accademia Letteraria degli Anistamici, fu assiduo ricercatore di documenti riguardanti il Cadore, larga parte di questo materiale, rimasta manoscritta e raccolta in volumi è tuttora custodita presso la Biblioteca Storica Cadorina di Vigo di Cadore. Fu anche paleografo e latinista.

### I moti del 48
Nel 1848, nel corso dei moti rivoluzionari contro il dominio austriaco guidati da Pier Fortunato Calvi, fu attivo incitando con il consiglio e la parola i cadorini a mobilitarsi nella resistenza contro la dominazione straniera. La sua rimozione dal suo ufficio di rettore del Seminario Gregoriano di Belluno si inquadrava nel tentativo austriaco di liberarsi di uno scomodo personaggio per il quale rimasero tuttavia aperte le porte dei circoli culturali e delle associazioni benemerite bellunesi. Il suo impegno civile lo portò alla ventennale direzione della locale Congregazione di Carità.

### Terza guerra d'indipendenza
Nel corso dei successivi avvenimenti legati al 1866, il suo nome venne indicato quale membro del governo provvisorio a Belluno in quanto "uomo di mente e sentimenti patriottici".
Gli ultimi anni della sua vita furono allietati dal coronamento del sogno dell'unità nazionale. Tuttavia rimase oggetto di profonda diffidenza da parte dell'ambiente clericale, per il quale rimaneva un liberale.

## Ricercatore
Monsignor De Donà è noto anche per lo studio delle carte del Capitolo della Cattedrale di Belluno. Inoltre, la sua fusione di letterato e storico, gli offrì la possibilità di illustrare taluni aspetti della storiografia bellunese, al cui contributo legò la sua traduzione dal latino della Cronaca Bellunese (1383-1412) del canonico Clemente Miari. A ciò si aggiunse l'attività di ricerca tendente alla ricostruzione genealogica delle più antiche famiglie bellunesi e cadorine.